# Beatriz Nunes
Beatriz Nunes (Barreiro, 1988) es una cantante y compositora portuguesa. Forma parte de Madredeus desde 2011 hasta hoy.

## Biografía
Beatriz Nunes nació en Barreiro (Setúbal, Portugal) y vive en Lisboa. Su madre Helena Vieira es editora de poesía. Desde los nueve años formó parte del coro de la Academia dos Amadores de Música de Lisboa, donde comenzó estudios de guitarra clásica. En 2004 inició sus estudios de Canto en la Escola de Música del Conservatório Nacional de Lisboa, que terminó en 2011. En 2014 finalizó la licenciatura en Música de Jazz, especialidad de Voz, en la Escola Superior de Musica de Lisboa. Amplió sus estudios vocales en el New York Voices Summer Camp en Toledo, Ohio, EUA. 
También es profesora de canto en la Escuela de Jazz de Barreiro desde 2012 y en la Escuela Profesional de Artes de Montemor-o-Novo desde 2015.

### Madredeus
En 2011 entró a formar parte de Madredeus como vocalista:

En las audiciones, Pedro Ayres dice que inmediatamente se dio cuenta de que ella era especial. "Fue la primera, del primer día de audiciones, e inmediatamente pensé: "¡Es esto!" " Pero ¿qué es esto? "Una persona afinadísima, con gran preparación y formación musical", explica. “Una voz joven, que es importante para nuestro repertorio, antiguo y moderno. Y es una persona que, además de tener formación de Conservatorio de Canto, también estudió en la escuela de jazz, y había estudiado Bellas Artes. Es decir, es alguien con unos padres especiales, que ayudaron a crear una persona muy abierta e independiente, que ha vivido sola desde los 18 años, que sabe lo que quiere y que ha estudiado todo lo que debía en el espacio de un solo mes ".
Vítor Belanciano en Público de Lisboa

Con este grupo grabó el recopilatorio Essência (2012), y Capricho Sentimental en (2015), con canciones inéditas compuestas para su voz. Con el grupo ha tocado fuera de Portugal entre otros lugares en el centro Barbican de Londres, Wien Konzerthaus de Viena, Haus der Kulturen der Welt de Berlín, AVO Sessions en Basilea, o el Festival Mimo en Ouro Preto.

### Carrera solista
Nunes tiene una carrera paralela a la del grupo de Ayres Magalhães. Además de colaboraciones más o menos estables con grupos y solistas, ha grabado en 2018 en el ámbito del Jazz su primer disco, Canto Primeiro. El álbum cuenta con temas escritos por ella, una versión de la Canção da Paciência de José Afonso y otras de música popular portuguesa, y musicalizaciones de poemas de autores portugueses modernos como Margarida Vale de Gato y Ângelo de Lima. En ópera ha participado desde 2010 en montajes de la Ópera de Sintra.

## Discografía en solitario
- 2018 - Canto Primeiro, Sintoma Records, Uguru.[4]

## Discografía con Madredeus
- 2012 - Essência.
- 2015 - Capricho Sentimental.

## Otros álbumes en colaboración
- 2011 - Mau Sangue de José Ferreira/Nuno Moura.
- 2013 - Terra Concreta de Afonso Pais.
- 2014 - Coro das Vontades de Tiago Sousa.
- 2015 - Getting All The Evil Of The Piston Collar de The Rite of Trio.